# ألان كيربشلي
الآن كيربشلي (بالإنجليزية: Alan Curbishley) (8 نوفمبر 1957 المملكة المتحدة -) هو لاعب كرة قدم بريطاني، يلعب كلاعب وسط.

## وصلات خارجية
ألان كيربشلي على موقع قاعدة بيانات كرة القدم.إي يو (الإنجليزية)
- ألان كيربشلي على موقع Soccerbase.com (مدرب) (الإنجليزية)